# Nils Yngvesson
Nils Harry Yngvesson, född 6 december 1931 i Vollsjö i Skåne, död 29 oktober 2021, var en socialdemokratisk politiker. Han var kommunalråd i Malmö 1971–1985 och 1989–1990.
Yngvesson började sin bana som fackordförande för sotarna när han var 20. Han var ledamot av Malmö stads-/kommunfullmäktige 1963–1990, fastighetsnämndens ordförande (som efterträdare till Eric Svenning) 1968–1981, ordförande i byggnadsnämnden 1971–1981 och kommunalråd för näringslivs- och planroteln 1971–1981. Han var kommunstyrelsens ordförande och finanskommunalråd i Malmö 1981–1985 och 1989–1990. Yngvesson har även varit ordförande i bland annat Malmö IF, Sydkraft AB och MKB Fastighets AB[källa behövs].